# Чавтараева, Миси Ахмедовна
Миси Ахмедовна Чавтараева (22 апреля 1929 — 27 августа 2014) — депутат Верховного Совета СССР, Заслуженный учитель школы РСФСР и Дагестанской АССР.

## Биография
Родилась в с. Кума Лакского района. В 1948 году окончила Кумухское педучилище. Работала учительницей в начальной школе в своем селе.
В 1960 году заочно окончила исторический факультет Дагестанского государственного университета.
С 1961 по 1973 год директор начальной школы с. Кума, в 1973—1984 годах — заместитель председателя Лакского райисполкома.
В 1973—2000 годах — снова учитель в средней школе с. Кума.
Заслуженный учитель ДАССР и Заслуженный учитель школы РСФСР.
Депутат Верховного Совета СССР 7 созыва. В 1955 году избиралась депутатом Верховного Совета ДАССР.